# Diez negritos (obra de teatro)
And Then There Were None (Y no quedó ninguno, en español) es una obra de teatro de 1943 de la novelista Agatha Christie.  La obra, como el libro en el que ésta está basada de 1939, fue originalmente titulada y representada en Reino Unido como Ten Little Niggers (Diez negritos), y, en varias ocasiones, también como Ten Little Indians (Diez indiecitos).

## Antecedentes
Christie había quedado complacida con su libro, indicando en su autobiografía: “Escribí el libro luego de mucho planeamiento, y estuve encantada con lo que hice.”  El libro fue muy bien recibido desde su publicación y tiempo después Christie recibió una solicitud de Reginald Simpson con el fin adaptarla al teatro. Christie rechazó esta oferta y decidió hacerlo ella misma, a pesar de haber tardado dos años en terminar esta tarea. Ella sabía muy bien que debería cambiarle el final de la novela original (en el cual todos los personajes mueren), por lo tanto “debía hacer a dos personajes inocentes, para que al final se reunieran y se salvaran de todo el sufrimiento.” La canción original en la que Christie se basó para escribir su libro tenía un final alternativo…
“Él se casó y no quedó ninguno”
…que le permitió a la autora desarrollar un final diferente para el teatro.
Aunque la misma Agatha Christie no sintió que esta fuese su mejor obra de teatro, declaró más tarde que era su mejor “artesanía”. También la consideró la obra con la que formalmente comenzó su carrera como dramaturga, a pesar del éxito de Café solo en 1930.

## Escenas
La escenografía de la obra es una sala de estar de una casa. El tiempo – el presente.
ACTO I
- Una noche de agosto (día 1)

ACTO II
- Escena 1 - La mañana del día siguiente (día 2)
- Escena 2 - La tarde del mismo día (día 2)

ACTO III
- Escena 1 - La noche del mismo día (día 2)
- Escena 2 - La mañana siguiente (día 3)

## Producciones en España
- Teatro Infanta Isabel, Madrid, 1958.
  - Adaptación: José Luis Alonso.
  - Intérpretes: Ángel de la Fuente, Julia Gutiérrez Caba, Rafael Navarro, Consuelo Company, Antonio Armet, Emilio Gutiérrez, Ricardo Garrido.

- Teatro Muñoz Seca, Madrid, 2001.
  - Dirección: Ricard Reguant.
  - Intérpretes: Paco Cecilio, Lia Uyá, Pablo Calvo, Amparo Climent, Mónica Aragón (sustituida luego por Paula Echevarría).

- Teatro Muñoz Seca, Madrid, 2014.[6]
  - Dirección: Ricard Reguant.
  - Intérpretes: Pablo Churruca, Lara Dibildos, Mónica Soria, Pablo Viña, David Zarzo.